# Internationale Cricket-Saison 1932/33
Die internationale Cricket-Saison 1932/33 fand zwischen November 1932 und März 1933 statt. Als Wintersaison wurden vorwiegend Heimspiele der Mannschaften aus Südasien, der Karibik und Ozeanien ausgetragen.

## Überblick

### Internationale Touren
| Beginn           | Heimteam   | Auswärtsteam | Resultate | Artikel |
| Beginn           | Heimteam   | Auswärtsteam | Test      | Artikel |
| ---------------- | ---------- | ------------ | --------- | ------- |
| 2. Dezember 1932 | Australien | England      | 1–4 [5]   | Artikel |
| 24. März 1933    | Neuseeland | England      | 0–1 [2]   | Artikel |

## Nationale Meisterschaften
Aufgeführt sind die nationalen Meisterschaften der Full Member des ICC.
| Land       | First-Class              |
| ---------- | ------------------------ |
| Australien | Sheffield Shield 1932/33 |
| Neuseeland | Plunket Shield 1932/33   |
| Südafrika  | Currie Cup 1932/33       |